# Grotta Breuil
La grotta Breuil è una grotta che si trova all'estremità occidentale del promontorio del Circeo, nel comune di San Felice Circeo, in provincia di Latina.

## Caratteristiche
Grotta Breuil, che prende il nome dal prof. Henri Breuil, uno degli scienziati che per primi l'ha studiata, giace in un'insenatura a sud ovest della parete scoscesa del monte Circeo denominata "precipizio". La grotta si estende da ovest verso est per 35 metri e presenta, nella sua parte centrale, una larghezza di 12 metri.

## Gli scavi archeologici
La cavità venne investigata per la prima volta nel 1936 da Alberto Carlo Blanc, L. Cardini, H. Obermayer e Henri Breuil. Durante gli anni quaranta vennero effettuate alcune ricognizioni esplorative cui però non seguì alcuno scavo. Gli scavi veri e propri sono iniziati nel 1986.
La sequenza stratigrafica rinvenuta può essere così riassunta:
- inferiore: ha restituito unicamente industria litica
- intermedia: caratterizzata da clasti di varie dimensioni, ha restituito industria litica e numerosi resti faunistici
- superiore: caratterizzata da un livello concrezionato che forma una sorta di "piattaforma" sul deposito sottostante, ha restituito industria litica e resti faunistici.

Primi studi sui materiali rinvenuti hanno permesso di affermare con certezza che grotta Breuil fu abitata dall'Uomo di Neandertal, e la testimonianza di ciò è costituita non solo dalle migliaia di manufatti in selce di piccole dimensioni (industria litica pontiniana) ma anche e soprattutto dai reperti fossili umani, rinvenuti in diverse posizioni stratigrafiche: una porzione postero-inferiore di parietale e due denti molari, uno di adulto e l'altro di bambino (circa 13 anni), tutti di chiara morfologia neanderthaliana.
L'accumulo dei resti faunistici è attribuibile all'opera dell'Uomo: dopo la caccia (soprattutto stambecchi e cervi) le prede venivano portate intere all'interno della grotta e lì venivano spellate e consumate: sono stati difatti rilevati sui resti segni di trattamento della carcassa.
I resti dell'avifauna (sono state riconosciute 39 specie diverse) indicano inoltre un clima temperato-fresco (interstadiale Würm II-III), più o meno come quello attualmente presente nell'Europa centrale.
Altrettanto interessanti si sono rivelati gli studi operati sui manufatti litici rinvenuti che, grazie all'ausilio di moderne tecniche scientifiche, hanno permesso di risalire all'azione da essi svolta: ad esempio, nei reperti dello strato 6, si sono osservate tracce di usura relative all'attività di macellazione, alla raschiatura delle pelli e alla lavorazione del legno mentre su altri utensili si è rivelata un'attività riconducibile alla desquamazione del pesce.
Recentemente, alcuni campioni provenienti dagli strati superiori (4-7), sottoposti ad analisi eseguite con il metodo della “Risonanza elettronica di spin” (ESR), ha fornito un'età che va dai 27 000 ai 35 000 anni: si tratta di un Musteriano particolarmente "tardo" che testimonia evidentemente come, 35-33.000 anni fa, quando nell'Italia del Nord Homo sapiens era presente già da svariato tempo, al Circeo erano ancora presenti degli uomini di Neanderthal, che di lì a poco si sarebbero estinti.
La grotta è ancora oggi oggetto di studi.